# Кубок України з футболу серед аматорів 2000
Кубок України з футболу серед аматорів 2000 — п'ятий розіграш Кубка України серед аматорів, четвертий під егідою ААФУ. Проводився з 2 липня 2000 по 15 жовтня 2000 року. На всіх етапах команда-переможець визначалася за підсумками двох матчів.

## Учасники
У розіграші Кубка взяли участь 15 аматорських команд з 13 областей України і м. Києва.
| Команда         | Місто/село       | Область        |
| --------------- | ---------------- | -------------- |
| ФК «Бердичів»   | м. Бердичів      | Житомирська    |
| «Борисфен-2»    | с. Щасливе       | Київська       |
| ГПЗ             | смт Варва        | Чернігівська   |
| «Динамо»        | м. Стаханов      | Луганська      |
| «Дніпро»        | м. Київ          | м. Київ        |
| «Ікар-МАКБО-94» | м. Кіровоград    | Кіровоградська |
| «Колос»         | м. Бобровиця     | Чернігівська   |
| «Колос»         | смт Чорнобай     | Черкаська      |
| «Кристал»       | с. Пархомівка    | Харківська     |
| ФК «Лужани»     | смт Лужани       | Чернівецька    |
| «Моноліт»       | м. Костянтинівка | Донецька       |
| СК «Перечин»    | м. Перечин       | Закарпатська   |
| «Сокіл»         | м. Золочів       | Львівська      |
| «Товтри»        | смт Чемерівці    | Хмельницька    |
| «Явір»          | смт Цумань       | Волинська      |

## 1/16 фіналу
|                        | Заг. |                        | Матч 1 | Матч 2 |  |
| ---------------------- | ---- | ---------------------- | ------ | ------ |  |
| 2 і 9 липня 2000 року. |      |                        |        |        |  |
| ФК «Бердичів»          | +:-  | «Явір» (Цумань)        | відм.  |        |  |
| «Колос» (Бобровиця)    | +:-  | «Колос» (Чорнобай)     | відм.  |        |  |
| «Динамо» (Стаханов)    | 0:3  | «Кристал» (Пархомівка) | 0:3    | 0:0    |  |

## 1/8 фіналу
|                               | Заг. |                        | Матч 1 | Матч 2 |        |
| ----------------------------- | ---- | ---------------------- | ------ | ------ | ------ |
| 2 і 23 липня 2000 року        |      |                        |        |        |        |
| «Сокіл» (Золочів)             | 3:3  | СК «Перечин»           | 3:1    | 0:2    |        |
| 16 і 23 липня 2000 року       |      |                        |        |        |        |
| «Колос» (Бобровиця)           | 1:3  | «Кристал» (Пархомівка) | 1:3    | -:+    | відм.  |
| «Борисфен-2» (Щасливе)        | 0:1  | «Дніпро» (Київ)        | 0:1    | -:+    | неявка |
| 30 липня і 6 серпня 2000 року |      |                        |        |        |        |
| ФК «Бердичів»                 | 3:3  | «Товтри» (Чемерівці)   | 2:0    | 1:3    |        |

## Чвертьфінали
|                               | Заг. |                        | Матч 1 | Матч 2 |              |
| ----------------------------- | ---- | ---------------------- | ------ | ------ | ------------ |
| 27 липня і 6 серпня 2000 року |      |                        |        |        |              |
| «Ікар-МАКБО-94» (Кіровоград)  | 0:2  | ГПЗ (Варва)            | 0:2    | -:+    | відм.        |
| 6 і 20 серпня 2000 року       |      |                        |        |        |              |
| СК «Перечин»                  | 0:2  | ФК «Лужани»            | 1:0    | 0:1    | дч, пен. 5:6 |
| 13 і 20 серпня 2000 року      |      |                        |        |        |              |
| ФК «Бердичів»                 | 3:4  | «Дніпро» (Київ)        | 2:1    | 1:3    |              |
| 23 і 30 серпня 2000 року      |      |                        |        |        |              |
| «Моноліт» (Костянтинівка)     | 0:3  | «Кристал» (Пархомівка) | 0:3    | -:+    | неявка       |

## Півфінали
|                                 | Заг. |                        | Матч 1 | Матч 2 |  |
| ------------------------------- | ---- | ---------------------- | ------ | ------ |  |
| 23 і 30 вересня 2000 року       |      |                        |        |        |  |
| ФК «Лужани»                     | 1:0  | «Дніпро» (Київ)        | 0:0    | 1:0    |  |
| 24 вересня і 1 жовтня 2000 року |      |                        |        |        |  |
| ГПЗ (Варва)                     | 1:3  | «Кристал» (Пархомівка) | 1:3    | 0:0    |  |

## Фінал
| 8 жовтня 2000 |

| ФК «Лужани»                                                       | 5:1      | «Кристал» (Пархомівка) |
| ----------------------------------------------------------------- | -------- | ---------------------- |
| Юсипюк 33' Михайлюк 57' Борисевич 69' Борисевич 85' Борисевич 88' | протокол | Абдула 73'             |

| Лужани, стадіон «Колос» Глядачів: 1 500 Арбітр: Євген Венгер, (Київ) |

| 15 жовтня 2000 |

| «Кристал» (Пархомівка)                            | 4:4      | ФК «Лужани»                                        |
| ------------------------------------------------- | -------- | -------------------------------------------------- |
| Лялюк 32' Абдула 67' Дмитренко 80' Рудик 88',пен. | протокол | Борисевич 3' Юсипюк 15' Борисевич 65' Михайлюк 68' |

| Пархомівка, стадіон «Кристал» Глядачів: 1 500 Арбітр: Олег Орєхов, (Київ) |

| Володар Кубка України серед аматорів 2000 |
| ----------------------------------------- |
| ФК «Лужани» Вперше                        |

## Найкращий бомбардир
Володимир Борисевич (ФК «Лужани») — 6.